# Андрияненко, Вера Ивановна
Ве́ра Ива́новна Андрия́ненко (укр. Віра Іванівна Андріяненко; 21 марта 1946, Гадрут, АзССР — 31 августа 2016, Луганск, Украина) — советская и украинская оперная певица, Народная артистка Украины (1993), Почетный гражданин Луганска, Лауреат многих вокальных конкурсов. Проживала в городе Луганск.

## Биография
Окончила Алма-Атинскую консерваторию. С 1975 года — солистка Луганской областной филармонии, становилась дипломантом и лауреатом многих вокальных конкурсов во времена СССР. Работала в 1977 году в жюри 1-го международного конкурса украинской песни «Молодая гвардия».
Неоднократно гастролировала по Украине, России, Белоруссии, Прибалтике, Венгрии, Болгарии, Франции, Англии, Италии, Испании и Турции. Работала доцентом музыкально-педагогического факультета Луганского педагогического института им. Т. Г. Шевченко. Профессор Восточноукраинского национального университета им. Владимира Даля. Преподавала вокал в Луганском государственном институте культуры и искусств.
Являлась президентом Благотворительного культурного фонда им. Юрия Богатикова.

## Творчество
Репертуар певицы составляли камерные произведения Джованни Перголези, Кристофа Глюка, Клода Дебюсси, Мориса Равеля, Н. Римского-Корсакова. В сольных концертах вокалистки были широко представлены украинские и русские народные песни, украинские романсы Федора Надененко, Александра Журбина, Льва Колодуба, Леси Дычко.

## Звания и награды
- Народная артистка Украины (1993).
- Почётный гражданин Луганска.
- Лауреат межреспубликанского конкурса республик Средней Азии и Казахстана — Фрунзе, 1972
- Лауреат республиканского конкурса камерных исполнителей «Золотая осень» — Киев, 1979
- Дипломант Всесоюзного конкурса вокалистов им. Глинки — Тбилиси, 1975
- Лауреат премии имени Ворошиловградского комсомола — Ворошиловград, 1984